# Лопастное (озеро, Ленинградская область)
Лопастное (фин. Urkjärvi) — озеро на территории Севастьяновского сельского поселения Приозерского района Ленинградской области.

## Общие сведения
Площадь озера — 0,6 км². Располагается на высоте 12,0 метров над уровнем моря.
Форма озера лопастная, продолговатая: вытянуто с северо-запада на юго-восток. Берега изрезанные, каменисто-песчаные, преимущественно возвышенные.
Из юго-восточной оконечности озера вытекает ручей Чёрный, который впадает в Ладожское озеро.
С запада от озера проходит трасса А121 («Сортавала»).
Код объекта в государственном водном реестре — 01040300211102000012905.